# Michael Slater (General)
Michael Mick David Slater (* 8. Juli 1958 in Brisbane, Australien) ist ein australischer Generalmajor, der sich seit 2015 im Ruhestand befindet.

## Werdegang
Slater kam als Kind von Harold Leslie Slater und Shirly Florence (geborene Butler) zur Welt. Seine erste Ausbildung erhielt Michael Slater am Joseph's College, Gregory Terrace. Am Queensland University of Technology studierte Slater, bevor er 1978 der Australian Army beitrat. Hier absolvierte er ein Studium an der Officer Cadet School in Portsea. In den Vereinigten Staaten erhielt Slater Fortbildungen in der Planung zur Mobilisierung und erhielt einen Abschluss sowohl am United States of America, als auch am australischen Army Command and Staff College in Fort Queenscliff. Er hat einen Mastertitel in Strategic Studies and Business Administration.
Als Zugführer (Platoon commander) diente Slater im 8./9. Bataillon und 1. Bataillon des Royal Australian Regiments und später als Nachrichtenoffizier, Kompaniechef und Operations officer im 2./4. Bataillon. Danach kam er an die Infanterieschule und die Combined Arms School in Kanada.
Bei der Operation Pollard (15. Februar 1998 – 1. Oktober 2001) diente Slater zeitweise als Operations staff officer im Hauptquartier der dritten U. S. Army in Kuwait. Bei den während der Krise in Osttimor 1999 entsandten Internationalen Streitkräften Osttimor (INTERFET) kommandierte er das 2. Bataillon (1999–2000) und die 3. Brigade (2004–2006). Hierfür erhielt Slater am 25. März 2000 das Distinguished Service Cross. Vom 25. Mai bis Oktober 2006 kommandierte er im Rang eines Brigadegenerals die International Stabilization Force (ISF), die nach den Unruhen in Osttimor 2006 in das Nachbarland zur erneuten Stabilisierung entsandt wurde.
Im Generalstab arbeitete Slater als Director General Preparedness and Plans, Director General Intelligence Support to Operations und Head of the Defence Personnel Executive. Außerdem arbeitete er als Ermittlungsoffizier der australischen Militärjustiz.
Im Januar 2011 leitete Slater die Flood Recovery Taskforce nach den Überflutungen in Queensland 2010/2011. Die Taskforce wurde später in die Queensland Reconstruction Authority umgewandelt. Am 31. August 2011 gab Slater die Verantwortung ab. Für seine Leistungen erhielt Slater den Order of Australia im Range eines Officers.
Von 2011 bis 2015 diente Slater schließlich als Commander Forces Command, bis er dann in den Ruhestand ging.

## Sonstiges
Michael Slater ist seit 2000 in zweiter Ehe mit Danielle Lisa Morris verheiratet und hat aus erster Ehe drei erwachsene Kinder, zwei Söhne und eine Tochter.